# Jonas Hvideberg
Jonas Iversby Hvideberg (Rolvsøy, 9 de febrero de 1999) es un deportista noruego que compite en ciclismo en la modalidad de ruta. Ganó una medalla de oro en el Campeonato Europeo de Ciclismo en Ruta de 2020, en la prueba de ruta sub-23.

## Medallero internacional
| Campeonato Europeo | Campeonato Europeo | Campeonato Europeo | Campeonato Europeo |
| Año                | Lugar              | Medalla            | Competición        |
| ------------------ | ------------------ | ------------------ | ------------------ |
| 2020               | Plouay (Francia)   | Medalla de oro     | Ruta sub-23        |

## Palmarés
2020
- 2.º en el Campeonato de Noruega en Ruta
- Campeonato Europeo en Ruta sub-23

2021
- París-Tours sub-23

## Resultados en Grandes Vueltas
| Carrera | Carrera         | 2018 | 2019 | 2020 | 2021 | 2022  | 2023  | 2024 |
| ------- | --------------- | ---- | ---- | ---- | ---- | ----- | ----- | ---- |
|         | Giro de Italia  | —    | —    | —    | ―    | —     | 117.º | —    |
|         | Tour de Francia | ―    | —    | —    | —    | —     | ―     | —    |
|         | Vuelta a España | ―    | —    | ―    | ―    | 110.º | —     | —    |

| —: No participó |